# Levon Helm
Mark Lavon Helm (Elaine, Arkansas, 26 de mayo de 1940-Nueva York, 19 de abril de 2012), más conocido como Levon Helm, fue un músico y actor estadounidense, célebre por su trabajo como batería y vocalista del grupo de rock The Band. En su primera etapa con The Band, que abarca los trabajos publicados entre Music from Big Pink (1968) y The Last Waltz (1978), Helm fue reconocido por su voz profundamente arraigada en géneros como el R&B y el country, por su habilidad de multinstrumentista y por un creativo estilo de tocar la batería, presentes en grabaciones del grupo como «The Weight», «Up on Cripple Creek», «The Night They Drove Old Dixie Down» y «Ophelia. Al respecto, la revista Rolling Stone situó a Helm en el puesto 22 de la lista de los cien mejores baterías de todos los tiempos y en el 91 de la lista de los cien mejores cantantes de todos los tiempos.
Tras el estreno de The Last Waltz y la separación de The Band, Helm alternó una carrera musical en solitario con una emergente carrera como actor, caracterizada en películas como Coal Miner's Daughter, The Right Stuff, The Three Burials of Melquiades Estrada y Shooter. En 1983, reformó The Band sin Robbie Robertson y publicó tres álbumes –Jericho (1993) , High on the Hog (1996) y Jubilation (1998)– antes de su separación defnitiva tras las muertes de Richard Manuel y Rick Danko en 1986 y 1999 respectivamente.
Después de superar un cáncer de laringe en 1996, Helm volvió a ofrecer conciertos en su hogar y estudio de Woodstock bajo el nombre de Midnight Rambles y reemprendió su carrera como solista con Dirt Farmer (2007), ganador del Grammy al mejor álbum de folk tradicional. Su siguiente trabajo, Electric Dirt (2009), fue también premiado con un Grammy al mejor álbum de americana, galardón que Helm volvió a ganar en 2012 con su álbum en directo Ramble at the Ryman.
A comienzos de 2012, Helm sufrió una recaída de su cáncer y falleció el 19 de abril en el Memorial Sloan-Kettering Cancer Center de Nueva York.

## Biografía

### Primeros años y orígenes musicales (1940–1957)
Helm nació en Elaine (Arkansas) y creció en Turkey Scratch, una aldea al oeste de Helena. Hijo de Nell y Diamond Helm, trabajadores del algodón y aficionados a la música, con seis años decidió convertirse en músico tras ver actuar a Bill Monroe & his Blue Grass Boys. Comenzó a tocar la guitarra con nueve años y a los quince aprendió a tocar la batería durante el tiempo libre que tenía entre las clases y los trabajos en la granja de sus padres, primero como aguador y posteriormente como conductor de tractores.
En las décadas de 1940 y 1950, Arkansas fue un sitio de confluencia de varios estilos musicales como el blues, el country y el R&B, que acabaron sirviendo de base a la creación del rock and roll y despertaron un interés especial en Helm. Helm se vio influenciado por estos estilos musicales escuchando programas como el Grand Ole Opry y la radio WLAC de Nashville, Tennessee. Otra fuente de inspiración fueron los espectáculos itinerantes como F.S. Walcott's Rabbit's Foot Minstrels, que incluía los mejores artistas afroamericanos de la época y que sirvió de inspiración para la canción de The Band «W.S. Wallcot Medicine Show».
Otra influencia temprana de Helm fue el cantante y armonicista Sonny Boy Williamson II, que tocaba blues y R&B en el programa de radio King Biscuit Time de KFFA en Helena y ofrecía frecuentes conciertos en Marvell con el guitarrista Robert Jr. Lockwood. En su autobiografía de 1993, This Wheel's on Fire, Helm se describió a sí mismo atendiendo durante los conciertos al batería de Williamson, James «Peck» Curtis, e intentando imitar su estilo R&B. Tras actuar durante un par de años con su hermana Linda en concursos de talento a nivel local, Helm formó su primera banda, The Jungle Bush Beaters, durante su estancia en la escuela secundaria.
Helm fue también testigo de varias de las primeras actuaciones de artistas de country, blues y rockabilly como Elvis Presley, Conway Twitty, Bo Diddley y Ronnie Hawkins. Con diecisiete años, Helm comenzó a tocar en clubes y bares de Helena y alrededores.

### Con Ronnie Hawkins (1958–1963)

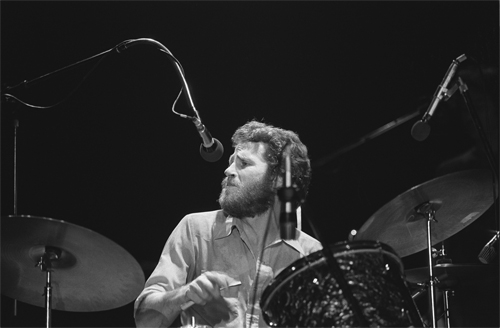
Levon Helm con The Band en el Santa Cruz Civic Auditorium.

Tras finalizar la escuela secundaria, Helm fue invitado a unirse a la banda de Ronnie Hawkins, The Hawks, popular en bares y clubes en el sur de Estados Unidos y en ciudades fronterizas entre este país y Canadá como Buffalo, Detroit y Cleveland, donde se había extendido el rockabilly. La madre de Helm insistió en que su hijo se graduara antes de viajar con Hawkins, pero Helm fue capaz de alternar los estudios con su trabajo como batería de The Hawks. Tras graduarse en 1958, Helm se unió al grupo como miembro a tiempo completo y se instaló en Toronto junto con Jimmy Ray «Luke» Paulman, Fred Carter Jr. y Willard «Pop» Jones, primeros miembros de la formación. Como batería del grupo, Helm ayudó a consolidar la reputación local de The Hawks en el terreno del rockabilly, lo cual favoreció que Hawkins firmara su primer contrato con Roulette Records en abril de 1959. Helm comentó que sus compañeros de The Hawks tenían dificultades para pronunciar «Lavon» de forma correcta y le empezaron a llamar «Levon» durante esta época.
Entre 1960 y 1961, Hawkins reclutó a varios músicos canadienses para suplir las continuas bajas del grupo, que solo mantuvo a Helm como único miembro de la formación original y como único músico estadounidense. A comienzos de 1960, Robbie Robertson entró en el grupo como bajista, y a posteriori como guitarrista tras la marcha de Fred Carter Jr. En mayo de 1961 entró Rick Danko en sustitución de Rebel Paine, contratado apenas un año antes para suplir el puesto de bajista dejado por Robertson. Richard Manuel y Garth Hudson sucedieron a Williard Jones y a Stan Szelest respectivamente a finales de 1961.
Entre 1961 y 1963, The Hawks continuó ofreciendo conciertos con Hawkins en clubes de Canadá y de los Estados Unidos y participando en sesiones para Roulette Records, donde grabaron sencillos como «Who Do You Love», «Come Love» y «There's a Screw Loose». Sin embargo, el mayor interés de The Hawks en estilos como el blues y el soul en detrimento del rockabilly, junto a un progresivo distanciamiento de Hawkins, hicieron que el grupo abandonase al cantante en 1964 para emprender una etapa en solitario.

### Con Levon and The Hawks (1964–1965)
Tras la ruptura con Hawkins, el grupo comenzó a ofrecer conciertos bajo el nombre de The Levon Helm Sextet, que incluyó la futura formación de The Band junto al saxofonista Jerry Penfound y el vocalista Bob Bruno. En mayo de 1964, Bruno abandonó el grupo, que pasó a llamarse Levon and The Hawks. A pesar de la marcha de Penfound un año después, el grupo se mantuvo activo con actuaciones en el club nocturno Tony Mart de Somers Point (Nueva Jersey), donde tocaban seis noches a la semana junto a músicos como Conway Twitty.
Durante sus conciertos en Toronto, los miembros de Levon and The Hawks entablaron amistad con el músico John P. Hammond y participaron en la grabación de su álbum So Many Roads. De forma paralela, el grupo comenzó a tocar en el club The Peppermint Lounge de Nueva York. En marzo de 1965, y bajo el nombre de The Canadian Squires, grabaron «Uh Uh Uh» y «Leave Me Alone», dos canciones publicadas como sencillo por Apex Records en los Estados Unidos y por Ware Records en Canadá. Como Levon and The Hawks, el grupo también grabó para Atco Records las canciones «The Stones That I Throw», «Go, Go, Liza Jane» y «He Don't Love You», compuestas por Robertson.

### Con Bob Dylan (1965–1967)
En agosto de 1965, Bob Dylan estaba buscando una banda de respaldo para su primera gira «eléctrica» por los Estados Unidos, después de abandonar la música folk y comenzar a publicar trabajos de rock como Bringing It All Back Home y Highway 61 Revisited. Tras escucharles en el club Le Coq d'Or Tavern a sugerencia de Mary Martin, secretaria de Albert Grossman, Dylan intentó contratar a Robbie Robertson como guitarrista de su nuevo grupo. Sin embargo, Robertson solo accedió a participar en dos conciertos, uno en el Tennis Stadium de Forest Hills el 28 de agosto y otro en el Hollywood Bowl de Los Ángeles el 3 de septiembre, si incorporaba a Helm como batería. Helm y Robertson tocaron como respaldo de Dylan junto al bajista Harvey Brooks y al teclista Al Kooper en ambos conciertos, que obtuvieron una reacción hostil del público debido a la nueva predominancia de canciones de rock en detrimento de sus primeras canciones de corte folk.
En septiembre, Dylan contrató al resto de The Hawks como grupo de respaldo, pero siguió sufriendo abucheos por parte de un sector purista que acusaba a Dylan de traicionar el movimiento folk. La reacción del público provocó que Helm abandonara la gira en octubre de 1965 y fuese reemplazado por Mickey Jones. Según Helm: «Fuimos seriamente abucheados durante dos noches en el Back Bay Theater de Boston. Fue entonces cuando todo me sobrepasó. Crecí creyendo que la música debía hacer que la gente sonriera y quisiese salir de fiesta. Y aquí estaba toda esta hostilidad hacia nosotros. Una noche Richard Manuel dijo: "¿Cómo vamos a llevar esto a Inglaterra el próximo año?". Yo le dije: "Richard, hay un largo camino para llegar donde yo quiero ir. Puedo aceptar que me abucheen en mi país, pero no me veo llevándolo a Europa y escuchando esta mierda. Y de todos modos, no quiero ser más la banda de nadie". Él me miró y dijo: "Vas a dejarnos". Y yo le dije: "¿Cómo lo sabes?"». Durante esta etapa, Helm trabajó en plataformas petrolíferas del Golfo de México hasta que sus compañeros le pidieron que volviera al grupo.
En ausencia de Helm, los miembros de The Hawks establecieron su residencia en un chalé de Woodstock donde trabajaron a diario con Dylan escribiendo y ensayando nuevas canciones, muchas de las cuales fueron grabadas en un improvisado estudio en el sótano y fueron decisivas en el futuro estilo musical y compositivo del grupo. Dichas canciones, grabadas con un solo magnetófono de doble bobina que Garth Hudson instaló en el sótano, fueron realizadas entre febrero y noviembre de 1967, antes de que Helm se reincorporase al grupo. En 1975, Robertson recopiló las cintas grabadas en Big Pink y publicó varias canciones en el álbum The Basement Tapes.

### Con The Band (1968–1977)

#### Music from Big PinkyThe Band(1968–1969)

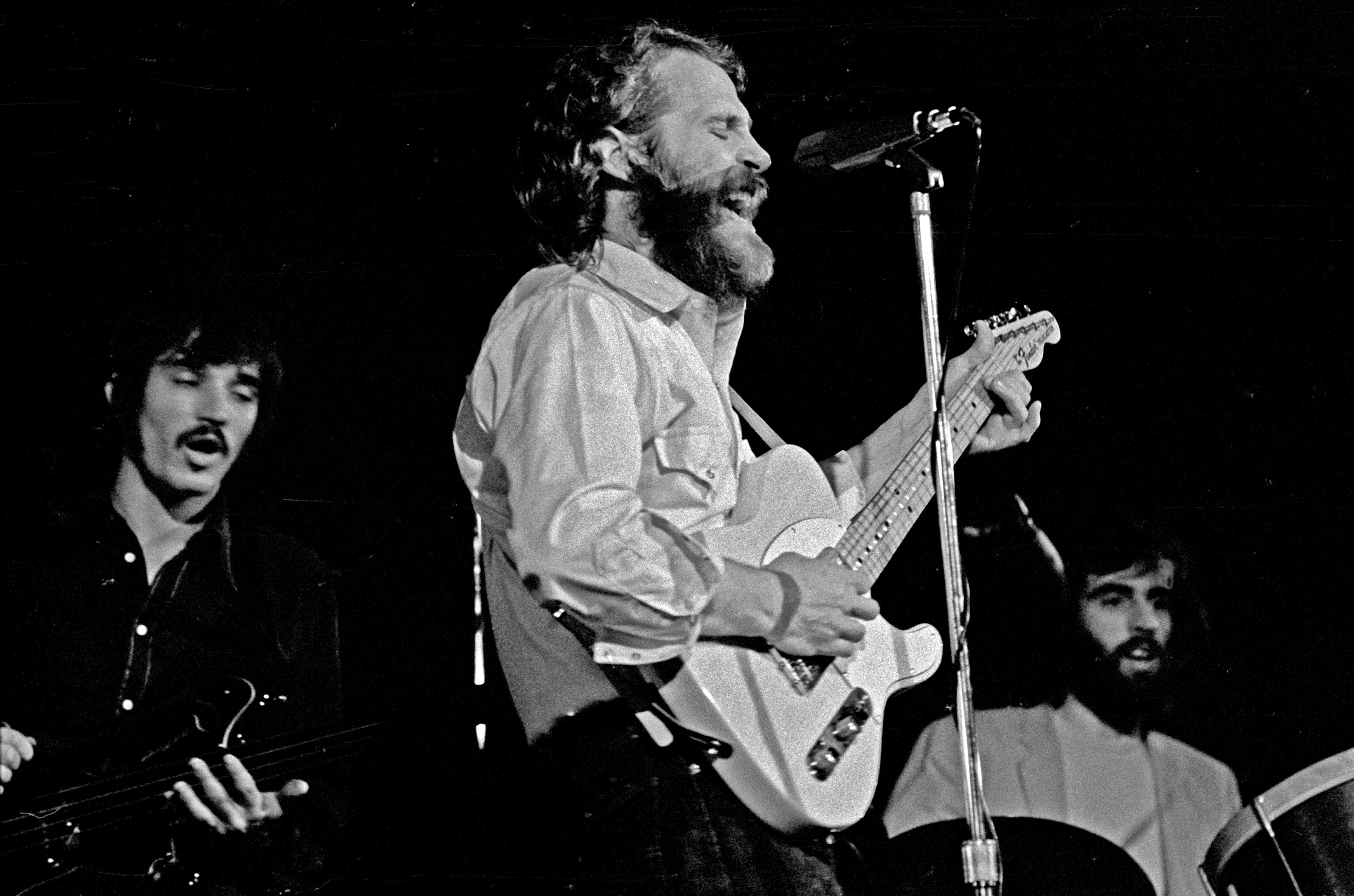
De izquierda a derecha, Rick Danko, Levon Helm y Richard Manuel tocando con The Band en Hamburgo, Alemania en 1971.

En noviembre de 1967, Rick Danko llamó a Helm pidiéndole que regresara a Woodstock. A su regreso, The Hawks habían desarrollado un estilo propio que atrajo la atención de Albert Grossman, representante de Bob Dylan, el cual se encargó de asegurarles un contrato discográfico con Capitol Records bajo el nombre de The Band. El grupo viajó a Nueva York para grabar su primer trabajo con el productor John Simon, finalizado unos meses más tarde en Los Ángeles. El álbum resultante, Music from Big Pink, aunó estilos musicales como el folk, el R&B y el country en contraposición con la psicodelia dominante en la música popular a finales de la década de 1960 e incluyó temas interpretados por Helm como «The Weight» y «We Can Talk». Music from Big Pink fue un trabajo destacado por la crítica musical a pesar de no obtener un número elevado de ventas.
La ausencia de conciertos y la limitada exposición pública del grupo permitió a The Band centrar su actividad dentro del estudio de grabación. A comienzos de 1969, el grupo alquiló un chalé en Hollywood Hills y convirtió el salón en un estudio improvisado, con el fin de recrear la atmósfera de club que habían disfrutado en Big Pink. El álbum resultante, The Band, fue publicado en septiembre de 1969 y obtuvo buenas críticas de la prensa musical, así como un mayor éxito comercial al alcanzar el puesto nueve en la lista estadounidense Billboard 200. El álbum, definido como un álbum conceptual clave en la creación del género americana, contó con un mayor peso compositivo de Robertson y una mayor participación de Helm como vocalista en temas como «Rag Mama Rag», «Up on Cripple Creek» y «The Night They Drove Old Dixie Down», que profundizaron en episodios culturales y retratos tradicionalistas de la historia de Estados Unidos.

#### Stage Fright,CahootsyMoondog Matinee(1970–1973)
El éxito comercial de The Band continuó con el lanzamiento de Stage Fright en agosto de 1970, grabado en el escenario del Woodstock Playhouse de Woodstock con la colaboración de Todd Rundgren. Durante la época de Stage Fright, el creciente deterioro de Richard Manuel por su drogadicción y la aparente apatía de Rick Danko y de Helm en el grupo convirtieron a Robbie Robertson en el principal compositor y líder de facto de The Band, un hecho que marcó el inicio de una serie de enfrentamientos principalmente entre Robertson y Helm. Según Helm, Robertson actuó «con autoritarismo y codicia» al acreditarse temas que habían compuesto entre más miembros del grupo, y criticó su actitud de autoproclamarse líder de un grupo donde las decisiones musicales eran tomadas entre todos los miembros sin un liderazgo definido. Por su parte, Robertson argumentó que sus esfuerzos por controlar y guiar el grupo se debieron al desgaste físico y emocional que parecía imperar en sus compañeros.
A pesar de la creciente tensión interna, el grupo volvió a grabar un nuevo álbum, Cahoots (1971), que contó con la colaboración del arreglista Allen Toussaint e incluyó una mayor contribución vocal de Helm en temas como «Life is a Carnival», «When I Paint My Masterpiece» y «Smoke Signal». Además, continuaron ofreciendo conciertos entre 1970 y 1971 que culminaron con una serie de recitales en el Academy of Music de Nueva York entre el 28 y el 31 de diciembre de 1971, publicados en el álbum doble Rock of Ages en 1972. Después, el grupo volvió a abandonar las giras durante un año y medio, periodo en el cual grabaron Moondog Matinee (1973), un álbum de versiones de rock and roll, blues y R&B.

#### Reunión con Bob Dylan (1974–1975)
En junio de 1973, The Band trasladó su residencia a Malibú y volvió a trabajar con Bob Dylan en los preparativos de su primera gira conjunta en ocho años, precedida por una alta demanda de entradas por correo postal. La gira fue precedida por la grabación de Planet Waves, el único disco de estudio en el que Dylan y The Band trabajaron juntos, el cual alcanzó el primer puesto en la lista estadounidense Billboard 200. La gira, que comenzó en Chicago (Illinois) el 3 de enero de 1974 y finalizó en Inglewood (California) el 14 de febrero, fue grabada y documentada en el álbum en directo Before the Flood, que debutó en el puesto tres de la lista Billboard 200.
Durante su estancia en Malibú, el grupo alquiló un rancho cerca de Zuma Beach llamado Shangri-La habilitado como estudio de grabación. En la primavera de 1975 comenzaron a grabar Northern Lights – Southern Cross, su primer trabajo con material original en cuatro años. El álbum, publicado en noviembre de 1975, incluyó composiciones de Robertson y aportaciones vocales de Helm en temas como «Acadian Driftwood», «Ophelia» y «Ring Your Bell». De forma paralela, Helm emprendió varios proyectos en solitario: fundó la compañía RCO con Henry Glover, construyó su propio estudio en Woodstock y produjo The Muddy Waters Woodstock Album, un disco de Muddy Waters que obtuvo el Grammy a la mejor grabación folk de música étnica o tradicional. Además, colaboró con Neil Young en la grabación de «See the Sky About to Rain» y «Revolution Blues», dos canciones incluidas en el álbum On the Beach.

#### The Last Waltz(1977–1978)

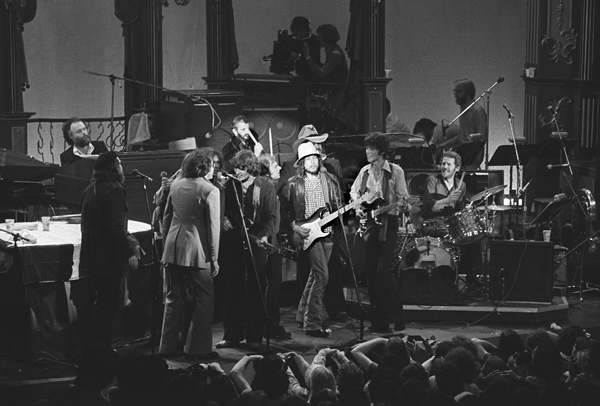
Concierto de despedida de The Band a finales de 1976, filmado por Martin Scorsese.

The Band volvió a ofrecer conciertos en junio de 1976, pero un accidente de Richard Manuel a mitad de la gira obligó a cancelar el resto de los conciertos programados. Durante este periodo, Robbie Robertson concibió la opción de abandonar las giras y centrar la actividad del grupo grabando trabajos en el estudio. Según Robertson, el acuerdo mutuo del grupo fue el de ofrecer un último concierto, emprender varios proyectos en solitario y luego reagruparse. Sin embargo, Helm ofreció en This Wheel's on Fire una visión contrapuesta a la de Robertson: «The Last Waltz se hizo sin mucha aportación por mi parte. Me hubiese gustado grabar cincuenta álbumes, tocar dos veces como mucho y llegar a diez veces más de gente de la que nos escuchaba. Pero también resolví no arrepentirme demasiado y no soportar demasiada mierda sobre The Last Waltz. Lo seguí como un buen soldado, pero para que conste, no disfruté mucho viendo plegarse a The Band».
El concierto, ofrecido en el Winterland Ballroom el 25 de noviembre de 1976, fue diseñado como una gala que incluyó una cena de Acción de Gracias servida al público y fue seguida de un concierto de The Band junto a invitados como Ronnie Hawkins, Muddy Waters, Paul Butterfield, Dr. John, Bob Dylan, Eric Clapton, Van Morrison, Neil Diamond, Joni Mitchell y Neil Young, entre otros. Bajo el nombre de The Last Waltz, Robertson contrató al director Martin Scorsese para rodar el concierto, que volvió a ser un foco de conflicto entre Robertson y Helm. Aunque el documental ha sido destacado como un pionero de los documentales de rock, Helm fue muy crítico con el largometraje por el excesivo protagonismo de Robertson, a quien acusó de editar The Last Waltz a su antojo para mostrarse como el líder de The Band. Según escribió en This Wheel's on Fire: «Llevé a Ronnie Hawkins a ver The Last Waltz antes de su estreno. Durante dos horas vimos cómo la cámara enfocaba casi exclusivamente a Robbie, largos y cariñosos primeros planos de su maquillado rostro y su caro corte de pelo. El filme estaba editado de tal forma que Robbie parecía conducir al grupo con olas expansivas de su guitarra. Los músculos de su cuello se destacaban como cuerdas cuando cantaba tan poderosamente en su micrófono apagado. Hawkins me daba codazos y se reía del filme. A mitad de la proyección me susurró: "¿Estaba Richard aun en el grupo cuando hicimos esto?". Porque casi no había planos de Richard en la película. Y muy pocos de Garth. Rick y yo estábamos mejor representados porque cantábamos. ¿Pero dónde estaba Richard?».

### Después de The Band (1978–2012)

#### The RCO All-Stars,Levon HelmyAmerican Son(1978–1982)
Con la separación de The Band tras el estreno de The Last Waltz, Helm desarrolló una carrera musical en solitario que estrenó con Levon Helm & The RCO All-Stars. El álbum, grabado entre los Shangri-La Studios de Malibú y su estudio personal de Woodstock, fue el primer y único trabajo publicado con The RCO All-Stars, un grupo que incluyó a músicos como Dr. John, Paul Butterfield, Booker T. Jones, Steve Cropper y Tom Malone, así como a Fred Carter y Henry Glover, dos amigos de los tiempos de The Hawks. Según Helm: «Después de la tensión de trabajar con The Band, The RCO All-Stars era justo lo que teníamos en mente: una atmósfera cooperativa y amigable en la que crear música para que la gente pudiera pasar un buen rato». Sin embargo, a diferencia de sus trabajo con The Band, Levon Helm & The RCO All-Stars obtuvo un escaso éxito comercial y solo llegó al puesto 142 de la lista estadounidense Billboard 200. Tras el lanzamiento del álbum, Helm programó una gira que se vio obligado a suspender al enfermar de nefrolitiasis. Tras recuperarse, tocó un solo concierto con The All-Stars en el Palladium de Nueva York el 31 de diciembre de 1977.
Su debut en solitario fue seguido un año después por Levon Helm, un álbum grabado en los Muscle Shoals Sound Studio de Sheffield (Alabama) con Donald «Duck» Dunn como productor y con la colaboración de músicos como Steve Cropper y Cate Brothers. Al igual que su predecesor, Levon Helm incluyó una mezcla de estilos musicales como el funk de Nueva Orleans en temas como «Play Something Sweet» y las baladas country como «I Came Here To Party», pero no entró en ninguna lista de éxitos.
En 1979, grabó una versión de la canción de Bill Monroe «Blue Moon of Kentucky» para la banda sonora de la película Coal Miner's Daughter, en la que además interpretó el papel de padre de Loretta Lynn. Producida por Fred Carter Jr., la grabación fue seguida por otras sesiones en las que Helm grabó una veintena de canciones, la mitad de las cuales fueron publicadas en American Son (1980), un álbum con una mayor prevalencia de temas country con respecto a sus anteriores trabajos en solitario. El mismo año participó en el álbum conceptual de Paul Kennerley The Legend of Jesse James junto a músicos como Johnny Cash, Emmylou Harris y Albert Lee, interpretando el papel de Jesse James.
Dos años después publicó un nuevo álbum homónimo, Levon Helm, grabado en los Muscle Shoals de Sheffield y seguido de una gira por clubs con el apoyo de The Muscle Shoals All-Stars. Además, hizo un cameo en la película Best Revenge y contribuyó a su banda sonora con el tema «Straight Between the Eyes», y actuó en la serie de televisión Siete novias para siete hermanos.

#### Reformación de The Band sin Robbie Robertson (1983–1998)
El regreso de Rick Danko a Woodstock facilitó una reunión con Helm, que comenzaron a ofrecer conciertos en acústico a comienzos de 1983. Un año después, Garth Hudson y Richard Manuel se unieron a ambos y reformaron The Band, sin la participación de Robbie Robertson, que fue sustituido por el guitarrista Jim Weider. The Band ofreció su primer concierto desde The Last Waltz el 21 de julio de 1983 y continuó de gira por Japón y los Estados Unidos.
Durante la década de 1980, Helm alternó su trabajo en The Band con su emergente carrera cinematográfica. En 1984 actuó en el telefilme The Dollmaker junto a Jane Fonda, seguido de diversos papeles en películas como Smooth Talk (1985) y Man Outide (1986). También fue contratado para hacer el papel de sheriff en el filme Red Headed Stranger, pero fue sustituido por R.G. Armstrong al sufrir un impacto de bala en una pierna durante unas prácticas de tiro. The Band continuó ofreciendo conciertos en clubes hasta el fallecimiento de Manuel el 4 de marzo de 1986 al suicidarse en un hotel de Winter Park (Florida). A pesar de la adversidad, Helm, Hudson y Danko prosiguieron su trabajo en The Band con Richard Bell en sustitución de Manuel. Además, Helm continuó su trabajo como actor en filmes como End of the Line (1987) y Staying Together  (1989).
Helm, Hudson y Danko participaron también en la primera edición de Ringo Starr & His All-Starr Band, formada en 1989, junto a músicos como Joe Walsh, Dr. John, Nils Lofgren, Billy Preston, Clarence Clemons y Jim Keltner. Un año después, colaboraron en el concierto de Roger Waters The Wall - Live in Berlin, donde cantaron el tema «Mother» junto a Sinead O'Connor y respaldaron a Van Morrison en «Comfortably Numb». El mismo año, Helm también colaboró en el álbum de Los Lobos The Neighborhood y participó en un concierto homenaje a Bob Dylan publicado en el álbum The 30th Anniversary Concert Celebration.
En 1993, The Band publicó Jericho, su primer trabajo de estudio en quince años, integrado por nuevas composiciones y versiones de otros artistas. Jericho quedó lejos de obtener el éxito de los primeros trabajos de The Band y solo alcanzó el puesto 166 en la lista Billboard 200. El mismo año, Helm colaboró en los álbumes Silver Lining de Nils Lofgren y Longing in Their Hearts de Bonnie Raitt, y volvió a participar en filmes como Feeling Minnesota (1996) y Fire Down Below (1997).
Jericho fue seguido en 1996 por High on the Hog, un álbum que repitió la fórmula de su predecesor pero que no entró en ninguna lista de éxitos. En 1998, The Band publicó Jubilation, un álbum que contó con la colaboración de Allen Toussaint y Eric Clapton. Sin embargo, y a pesar del retorno a la formalidad del grupo alternando la grabación de nuevos discos con la giras, la muerte de Danko el 10 de diciembre de 1999 marcó el fin de The Band.
Helm fue también diagnosticado con cáncer de laringe después de sufrir un periodo prolongado de ronquera, por lo que fue sometido a un arduo tratamiento de radioterapia en el Memorial Sloan-Kettering Cancer Center de Nueva York. Aunque el tumor fue extraído con éxito, sus cuerdas vocales se vieron parcialmente dañadas, lo que provocó que no pudiese cantar en cinco años.

#### The Midnight Ramble Sessions(2001–2006)

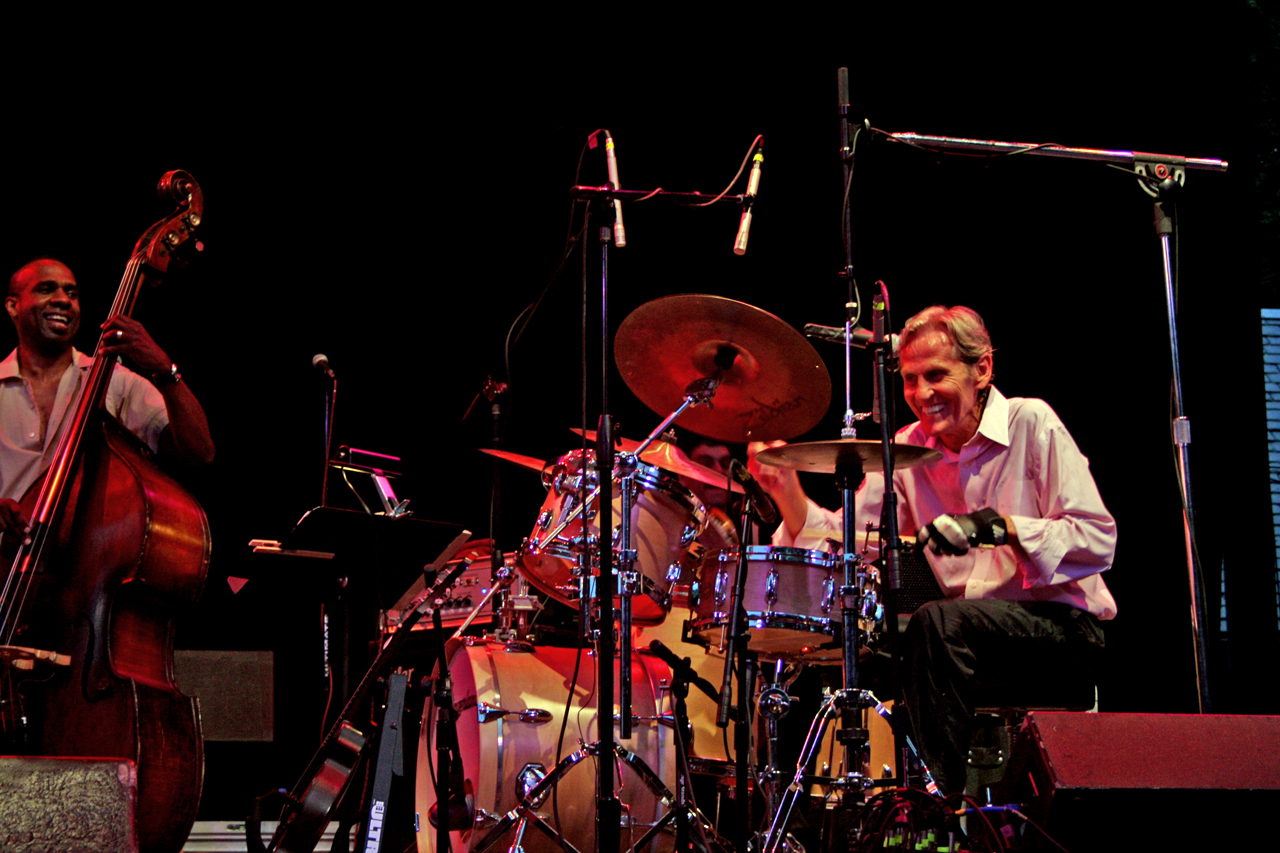
Levon Helm tocando la batería en Central Park, Nueva York, en 2007.

A pesar de la lenta recuperación de su cáncer de laringe y del fin de The Band con la muerte de Rick Danko, Helm siguió tocando la batería como miembro de Levon Helm & The Barn Burners, un grupo integrado por su hija Amy Helm, Pat O'Shea, Chris O'Leary y Frankie Ingrao con quien tocó hasta 2003. A comienzos de 2004, centró su actividad musical en The Midnight Ramble Sessions, una fórmula de conciertos ofrecidos en su casa y estudio de Woodstock de forma periódica y con una banda, The Levon Helm Band, integrada por una serie cambiante de músicos como su hija Amy, Larry Campbell, Steven Bernstein, Jimmy Vivino, Mike Merrit, Erik Lawrence, Howard Johnson y Little Sammy Davis, entre otros. El 10 de enero de 2004, fecha del primer Midnight Ramble, Helm cantó por primera vez en casi cinco años. A lo largo de los años, los Midnight Ramble Sessions han contado con una larga lista de músicos invitados, entre los que destacan Garth Hudson, Elvis Costello, Emmylou Harris, Dr. John, Kris Kristofferson, Rickie Lee Jones y Norah Jones, entre otros.
The Midnight Ramble es el resultado de una idea que Helm relató a Martin Scorsese durante el rodaje de The Last Waltz. ´Helm explicó que a comienzos del siglo XX, los espectáculos itinerantes de médicos y músicos como F.S. Walcott Rabbit's Foot Minstrels —que el propio Helm vivió en su infancia— creaban obras interesantes en sitios rurales. Según Helm: «Después del final, hacían un pase de medianoche». Con los niños fuera del local, el espectáculo continuaba: «Las canciones que hacían eran más jugosas. Los chistes eran más divertidos, y las bailarinas más guapas bajaban y bailaban un par de veces. Muchos de los movimientos del rock and roll vienen de eso». Además de definir el concepto de Midnight Ramble con conciertos en su propia residencia, Helm salió de gira con frecuencia en los últimos años y comenzó a ofrecer conciertos con su banda en Canadá y Estados Unidos.
En 2005 publicó Midnight Ramble Sessions Volume I y Midnight Ramble Sessions Volume II, dos volúmenes con conciertos ofrecidos en su hogar de Woodstock entre 2004 y 2005. Además, participó en 2006 en la grabación del álbum de Thomas McCoy Angels Serenade, grabado en su estudio de Woodstock, al igual que The West Was Burning, el álbum debut de Martha Scanlan, donde tocó la batería. También actuó en la película Los tres entierros de Melquiades Estrada, dirigida y protagonizada por Tommy Lee Jones.

#### Dirt Farmer,Electric DirtyRamble at the Ryman(2007–2011)
En 2007 publicó Dirt Farmer, su primer álbum de estudio en solitario en veinticinco años. Dedicado a sus padres y coproducido por su hija Amy, Dirt Farmer combinó canciones tradicionales que Helm aprendió en su infancia y nuevas canciones compuestas, entre otros, por Steve Earle y Paul Kennerley y que mantienen una temática tradicional. El álbum fue aclamado por la crítica musical y ganó un Grammy al mejor álbum de folk tradicional en 2007. Helm no asistió a la ceremonia de entrega de los Grammy al coincidir con un Midnight Ramble y con el nacimiento de su nieto, llamado Lavon (Lee) Henry Collins en honor de su abuelo. El mismo año, participó en el rodaje del filme Shooter.

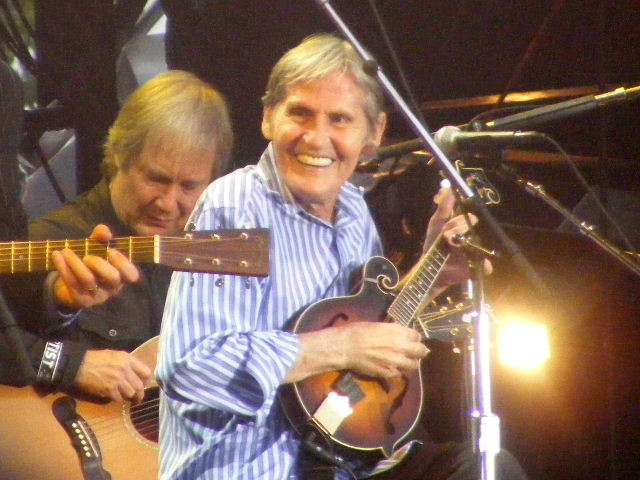
Levon Helm tocando la mandolina en el Austin City Limits Music Festival de 2009.

Un año después, clausuró el Mountain Jam Music Festival de Hunter junto a Warren Haynes y participó en el Bonnaroo Music Festival de Manchester. Además, tocó la batería en un par de temas del álbum de Jorma Kaukofen River of Time, publicado en 2009 y grabado en los Levon Helm Studios.
Electric Dirt, el sucesor de Dirt Farmer, fue publicado el 30 de junio de 2009. Electric Dirt, producido or Larry Campbell, ganó un Grammy en la recién creada categoría de americana en 2010 y llegó al puesto 36 de la lista estadounidense Billboard 200, la mejor posición para un álbum en solitario de Helm. Como promoción de Electric Dirt, Helm apareció en varios programas de televisión como Late Night with Conan O'Brien y Late Show with David Letterman, y combinó sus habituales conciertos en Woodstock con una gira por los Estados Unidos apoyado por la banda Black Crowes. Además, actuó en la película In the Electric Mist, protagonizada por Tommy Lee Jones y colaboró con Christine Ohlman en la grabación del álbum The Deep End.
En marzo de 2010, se estrenó Ain't In It For My Health: A Film About Levon Helm, un documental sobre el día a día de Helm dirigido por Jacob Hatley que debutó en el festival de cine South by Southwest de Austin (Texas). El 22 de mayo, el músico celebró su 70.º cumpleaños con una Midnight Ramble Session en su hogar de Woodstock y repitió a lo largo del año la misma fórmula de conciertos del año anterior.
En mayo de 2011, Helm publicó Ramble at the Ryman, un álbum en directo que recoge su concierto en el Ryman Auditorium de Nashville, Tennessee ofrecido el 17 de septiembre de 2008. Ramble at the Ryman combinó canciones interpretadas por Helm con temas cantados por artistas invitados como Buddy Miller, John Hiatt, Sheryl Crow y George Receli. Con Ramble at the Ryman, Helm volvió a ganar el Grammy en la categoría de mejor álbum de americana por segunda vez consecutiva. Además, contribuyó cantando «You'll Never Again Be Mine» a The Lost Notebooks of Hank Williams, un proyecto de Bob Dylan con canciones inéditas de Hank Williams.

#### Últimos conciertos y muerte (2011–2012)

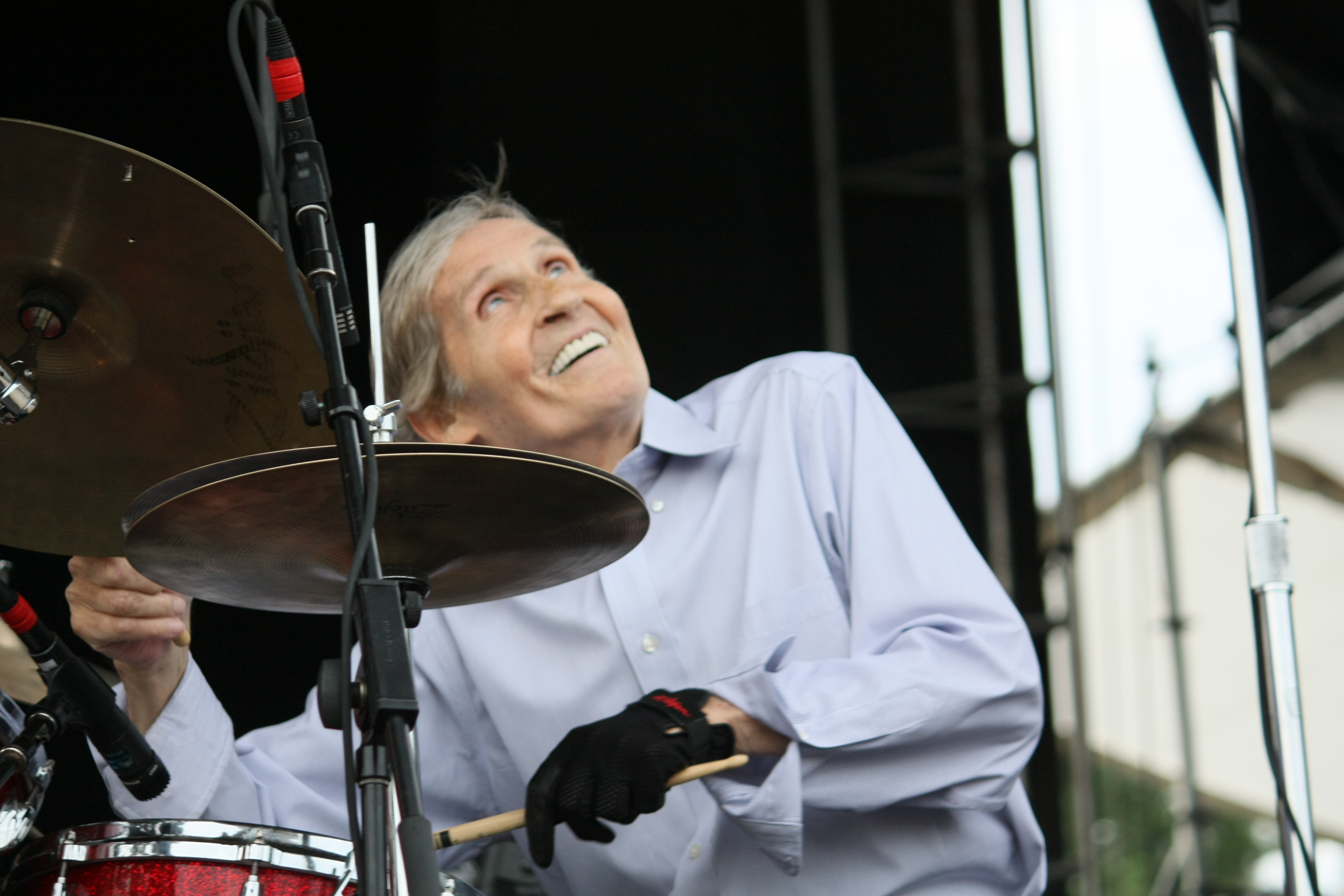
Helm en el «Life is Good Festival» en 2011.

A comienzos de 2012, Helm fue sometido a una cirugía por una hernia discal que le obligó a posponer tres conciertos. Retomó su actividad el 21 de enero, organizando conciertos con regularidad en su hogar de Woodstock (Nueva York). Sin embargo, su salud sufrió un rápido deterioro, fruto de una metástasis en la columna vertebral, y ofreció su último Midnight Ramble en Woodstock el 31 de marzo, con Los Lobos como grupo invitado. El 17 de marzo de 2012, su hija Amy y su mujer Sandy publicaron el siguiente comunicado en su web oficial:

«Levon está en los últimos momentos de su batalla contra el cáncer. 
Enviadle vuestras oraciones y amor mientras afronta esta parte del viaje. Gracias, seguidores y amantes de la música, por haber llenado su vida de alegría y fiesta... Siempre amó por encima de todo tocar, llenar la habitación con música, marcar el ritmo y hacer bailar a la gente. Lo hizo cada vez que subió al escenario. 
Apreciamos todo vuestro amor, apoyo y preocupación».

Dos días después, el 19 de abril, Helm fallecía a las 13:30 horas en el Memorial Sloan-Kettering Cancer Center de Nueva York. Larry Campbell, que acompañó a Helm en el hospital, comentó tras su muerte: «Sus amigos estuvieron ahí, y parecía que Levon les estuviese esperando. Diez minutos después de que saliesen, nos sentamos y él simplemente se desvaneció. Fue Levon hasta el final, haciéndolo a su manera». Pocos días antes de su muerte, Robbie Robertson visitó a su excompañero de The Band en el hospital.
El 26 de abril, cerca de 2 000 amigos y seguidores se despidieron de Helm en un servicio funerario público en su hogar de Woodstock. Al día siguiente, tras un funeral privado en su hogar y un cortejo fúnebre seguido por la Jaguar Memorial Band y por sus compañeros Larry Campbell, Jimmy Vivino y Steve Jordan interpretando dixieland, Helm fue enterrado en el Woodstock Cemetery cerca de su compañero de The Band Rick Danko.

## Homenajes
Tras la muerte de Helm, compañeros de profesión y amigos como Van Morrison, Tom Morello, Neko Case, Rosanne Cash, John Simon y Fred Scribner le dedicaron elogios y tributos a través de diversas redes sociales, recordando su figura como músico. Bob Dylan publicó el 19 de abril en su web oficial: «Fue mi amigo del alma hasta el final, y uno de los verdaderos espíritus de mi generación. Aún puedo recordar el primer día que le conocí, y el último día que le vi. Lo echaré de menos, y estoy seguro de que muchos otros también lo harán». Por su parte, Garth Hudson, compañero de The Band, publicó en Facebook: «Gracias por 50 años de amistad y música. Por recuerdos que viven dentro de nosotros. Se acabó el dolor, los problemas, la pena. Fue el batería de rock preferido de Buddy Rich... y mi amigo. Levon, estoy orgulloso de ti». Autoridades políticas como Bill Clinton, expresidente de Estados Unidos y antiguo Gobernador de Arkansas, también recordaron su figura: «Levon fue uno de los mejores músicos de América. Su música, con The Hawks, con The Band, y a lo largo de su carrera, y su sobresaliente actuación en Coal Miner's Daughter, emocionó a muchos americanos. Será profundamente extrañado».
Tres meses después de su muerte, su familia creó la campaña Keep It Goin' para recaudar fondos con el fin de salvar los Levon Helm Studios de Woodstock y hacer frente a una hipoteca de un millón de dólares. Con el mismo afán de salvar la granja, el 3 de octubre tuvo lugar en East Rutherford, Nueva Jersey un concierto tributo, Love for Levon, con invitados como John Mayer, My Morning Jacket, Gregg Allman, Mavis Staples, Joe Walsh y Lucinda Williams, entre otros. Además, Kevin Cahill, miembro de la Asamblea Estatal de Nueva York, propuso rebautizar la carretera 375 con el nombre de Levon Helm Memorial Boulevard en su memoria.
El 10 de febrero de 2013, Elton John, Mavis Staples, Mumford & Sons y T-Bone Burnett homenajearon a Helm en la 55° entrega de los Premios Grammy interpretando una versión de la canción «The Weight». Con motivo del primer aniversario de su fallecimiento, el 13 de abril se estrenó Ain't In It for My Health, un documental dirigido por Jacob Hatley que relata los últimos años del músico.

## Discografía
| Con The Band - 1968: Music from Big Pink - 1969: The Band - 1970: Stage Fright - 1971: Cahoots - 1972: Rock of Ages - 1973: Moondog Matinee - 1974: Before the Flood - 1975: Northern Lights - Southern Cross - 1975: The Basement Tapes - 1977: Islands - 1978: The Last Waltz - 1993: Jericho - 1996: High on the Hog - 1998: Jubilation | En solitario - 1977: Levon Helm & The RCO All-Stars - 1978: Levon Helm - 1980: American Son - 1982: Levon Helm - 2005: Midnight Ramble Sessions Volume I - 2005: Midnight Ramble Sessions Volume II - 2006: Levon Helm & the RCO All Stars Live - 2007: Dirt Farmer - 2009: Electric Dirt - 2011: Ramble at the Ryman - 2011: The Lost Notebooks of Hank Williams |

## Filmografía
- 1978: The Last Waltz
- 1980: Coal Miner's Daughter
- 1982: Seven Brides for Seven Brothers
- 1983: The Right Stuff
- 1984: The Dollmaker
- 1985: Smooth Talk
- 1986: Man Outside
- 1987: End of the Line
- 1989: Staying Together
- 1990: The Wall – Live in Berlin
- 1993: The 30th Anniversary Concert Celebration
- 1996: Feeling Minnesota
- 1997: Fire Down Below
- 2003: Festival Express
- 2005: The Three Burials of Melquiades Estrada (Los tres entierros de Melquiades Estrada)
- 2005: The Life and Hard Times of Guy Terrifico
- 2007: Shooter
- 2009: In the Electric Mist
- 2010: Ain't in It for My Health - A Film about Levon Helm

## Premios y nominaciones
| Año  | Premio                      | Categoría                       | Trabajo nominado    | Resultado |
| ---- | --------------------------- | ------------------------------- | ------------------- | --------- |
| 2007 | Premios Grammy              | Mejor álbum de folk tradicional | Dirt Farmer         | Ganador   |
| 2008 | Premios Grammy              | Grammy a la carrera artística   |                     | Ganador   |
| 2008 | Americana Music Association | Artista del año                 |                     | Ganador   |
| 2010 | Premios Grammy              | Mejor álbum de americana        | Electric Dirt       | Ganador   |
| 2012 | Premios Grammy              | Mejor álbum de americana        | Ramble at the Ryman | Ganador   |